# Фешина, Ия Николаевна
Ия Николаевна Фе́шина (англ. Eya Nikolaivna Fechin, 14 июня 1914, Казань, Российская империя — 20 сентября 2002, Таос, США, в замужестве Радьяр (англ. Rudhyar) по первому супругу, Фешина-Брэнем (англ. Fechin Branham, в других транскрипциях Бранхам и Бренхам) — по второму) — дочь российского, советского и американского художника Николая Фешина, балерина и психиатр (арт-терапевт), автор воспоминаний о Николае Фешине, книг и статей о его творчестве, основатель расположенного в Таосе частного музея, посвящённого творчеству Николая Фешина. На протяжении значительной части своей жизни служила моделью для отца. Биограф художника кандидат искусствоведения Галина Тулузакова называет её портреты «безусловными шедеврами». В своей статье она утверждала: «Каждый из многочисленных портретов дочери отражает и безмерность отцовской любви, и блестящее мастерство большого художника. В портретах Ии кисти Николая Фешина идеальное и реальное, желаемое и действительное, жизнь и искусство счастливо соединялись». По словам поэта и художника, последнего председателя Товарищества передвижников и первого председателя Ассоциации художников революционной России Павла Радимова, «головка Ии в многочисленных набросках и этюдах Фешина блистала всем восторгом отцовской любви».
Фешин создавал живописные портреты, карандашные рисунки, вырезал из дерева изображения дочери с самого её рождения до двадцатилетия. Известны около сорока портретных изображений Ии, созданных отцом. Большинство из них находятся в музейных и частных коллекциях России и США. В российских собраниях к 2011 году было выявлено три живописных этюда и одна миниатюра (ещё одна под вопросом). Местонахождение некоторых полотен Николая Фешина с изображением дочери неизвестно.

## Биография

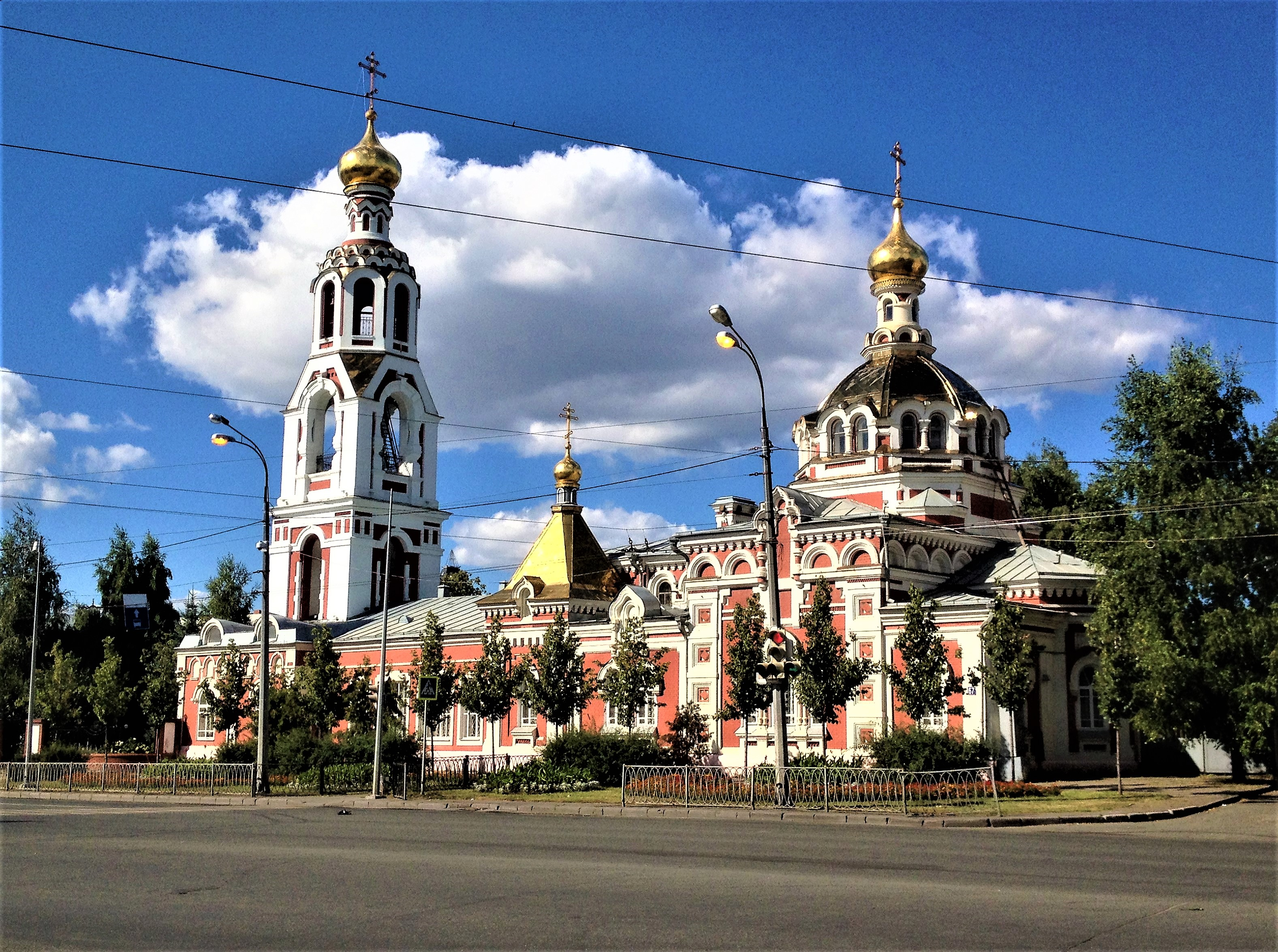
Варваринская церковь (г. Казань), где Ия Фешина была крещена

Ия Фешина родилась в 1914 году в Казани в семье художника Николая Ивановича Фешина, который в то время уже был достаточно хорошо известен, как в России, так и в Европе. Мать — Александра Николаевна Фешина (урождённая Бе́лькович), одна из дочерей первого заведующего Казанской художественной школой, — была на одиннадцать лет моложе мужа. Девочку крестили в местной церкви Святой Великомученицы Варвары. Отец, по словам кандидата искусствоведения Галины Тулузаковой, «боготворил» своего единственного ребёнка, а дочь отвечала ему полной взаимностью — её отношение к отцу «было трепетным» (в 1933 году, когда семья распалась, Николай Иванович и Александра Николаевна развелись, Ия осталась с отцом). Фешин постоянно писал этюды и портреты Ии с самого её рождения, отмечая взросление дочери. Многие этюды «поражают своей точностью, эмоциональной насыщенностью и блестящей живописной маэстрией».
Сохранилось небольшое количество документальных свидетельств современников о детстве Ии Фешиной в России. Наталья Кротова, позировавшая художнику, писала в своих воспоминаниях о посещении семьи Фешиных: «Там я встретила его дочку Ию, которая тоже вышла погулять. Мы с ней приятно провели около часа. Ей тогда было лет шесть. Она очень мило держалась и ничуть не стеснялась, весело болтала со мной». Значительное место занимает Ия Фешина в книге её матери Александры Фешиной «Шаги в прошлое» (англ. «March of the Past», 1937), которая представляет собой два рассказа на английском языке о бегстве белогвардейцев из Казани и жизни семьи Фешиных в Васильево в 30 вёрстах от Казани в годы гражданской войны.

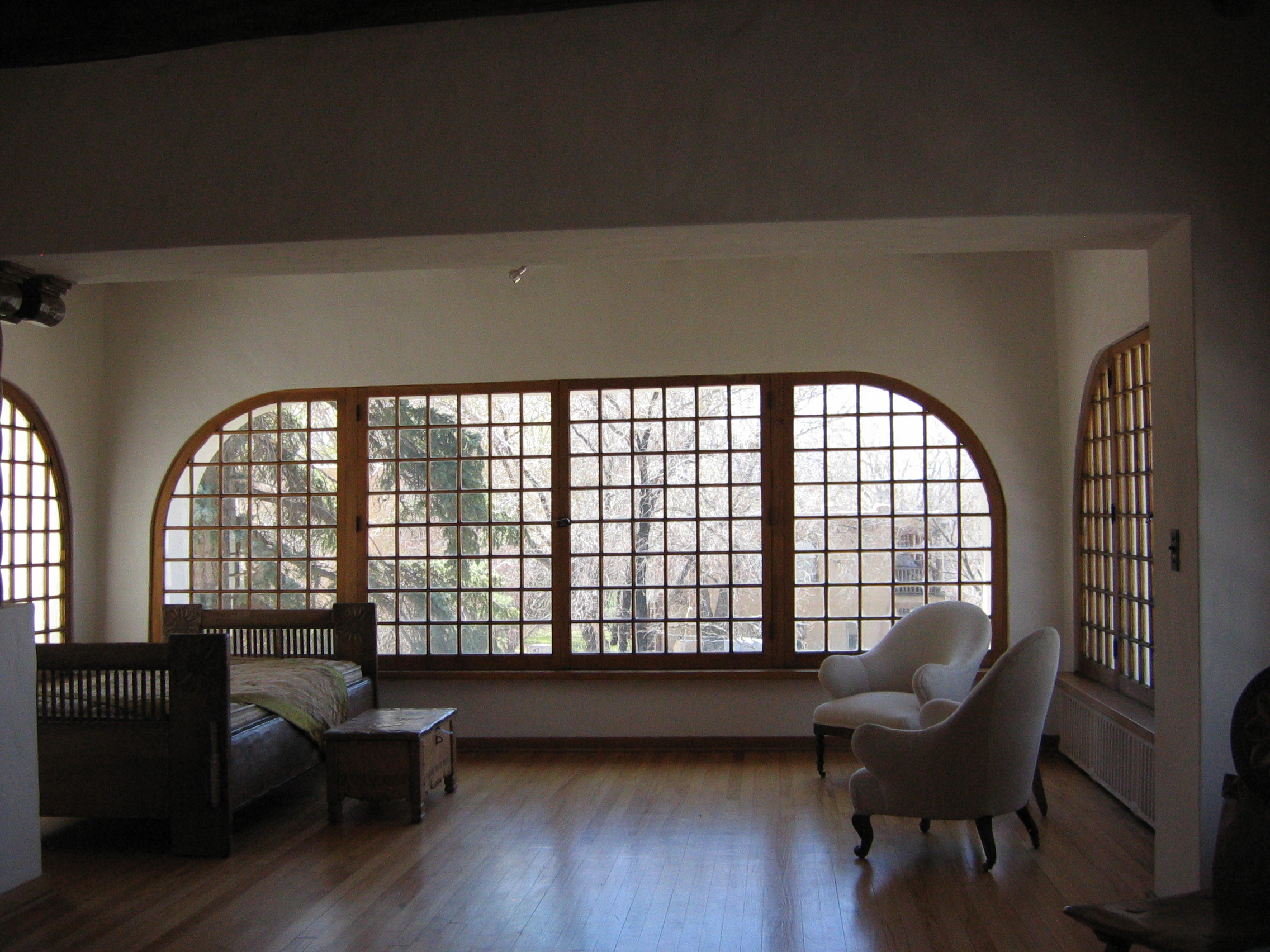
Дом-студия Николая Фешина в Таосе. Игровая дочери Ии

В 1923 году Ия вместе с родителями в возрасте девяти лет эмигрировала в США. Первоначально семья поселилась в Нью-Йорке. В 1927 году семья переехала в Таос, штат Нью-Мексико, где остановилась у Мэйбл Додж Лухан, покровительницы Таосской художественной колонии. Вскоре семья Фешиных купила семь акров (2,8 га) земли. По своему проекту Николай Фешин построил на ней дом со студией. Ия вспоминала (с сохранением орфографии и стиля оригинала): «Для меня купили лошадей, и я почти каждый день каталась верхом — иногда с Хелен Блюменсхайн (дочерью художника Эрнеста Блуменшайна). У меня были домашние учителя. Первая (и самое продолжительное время) это была миссис Филлипс, жена художника Берта Филлипса…». В американский период своего детства Ия постоянно находилась среди деятелей музыки, изобразительного искусства, литературы, среди них: писательница Фрида Лоуренс и художница Дороти Бретт.
В 1933 году после развода родителей Ия осталась с отцом. Фешин отзывался об этом событии в письме брату так:

«Увлёкшись одним поэтом, сама захотела стать писательницей. Ты знаешь её взбалмошный характер, поставила всё вверх дном. Изломала мне жизнь. Не шутка, проживши с человеком больше 20 лет, начинать строить жизнь сначала. Было нестерпимо больно. Конечно, при разводе она взяла всё ценное, что было приобретено мной здесь в Америке, и мы теперь с Ийкой настоящие бездомные. Исковеркала и нам, и себе жизнь… Ия, так привязанная к матери раньше, теперь потеряла к ней дружбу и привязалась ко мне и живёт со мной. Решила быть танцовщицей и работает очень усердно и чувствует себя более или менее счастливой. Она, бедная, перестрадала больше всего».— Николай Фешин. Письмо брату Павлу Фешину
Фешин и дочь провели зиму в Нью-Йорке, а затем переехали в Лос-Анджелес. Дом в Таосе был записан на супругу художника и остался ей. Оказалось, что художник и его дочь не приспособлены к самостоятельной жизни (хозяйство прежде вела Александра Фешина): они не знали, как выписывать чеки, заказывать номер в отеле, оба они не умели готовить (единственное блюдо, которое Ия могла приготовить, была гречневая каша). В 1945 году Ия вышла замуж и покинула Калифорнию, где остался отец.
Ия Фешина изучала современный танец и стала профессиональной балериной. В 1930-е годы она выступала в концертном зале «Голливуд-боул» в балете «Весна священная» Игоря Стравинского. В 1936 году Ия состояла в коммунистической балетной труппе под руководством балетмейстера Лестера Хортона. Завершив карьеру танцовщицы, Фешина попыталась соединить танец с психиатрией, оказавшись среди пионеров арт-терапии. В частности, она, как и её первый супруг, была лично знакома с основателем психодрамы, социометрии и групповой психотерапии Якобом Леви Морено. В 1940-х Фешина получила диплом терапевта современного танца и основала отделение арт-терапии в психиатрической больнице штата Айова. В первой половине 1950-х годов Ия Фешина работала специалистом по душевным болезням в Нью-Йорке. Долгое время она проживала в городе Сан-Кристобаль в штате Нью-Мексико, где для танцевальной терапии была построена специальная сцена. Перу Ии Фешиной, в частности, принадлежит небольшая брошюра, посвящённая проблемам самопознания в процессе арт-терапии, вышедшая в 1949 году.

### Личная жизнь
Ия Фешина дважды была замужем:

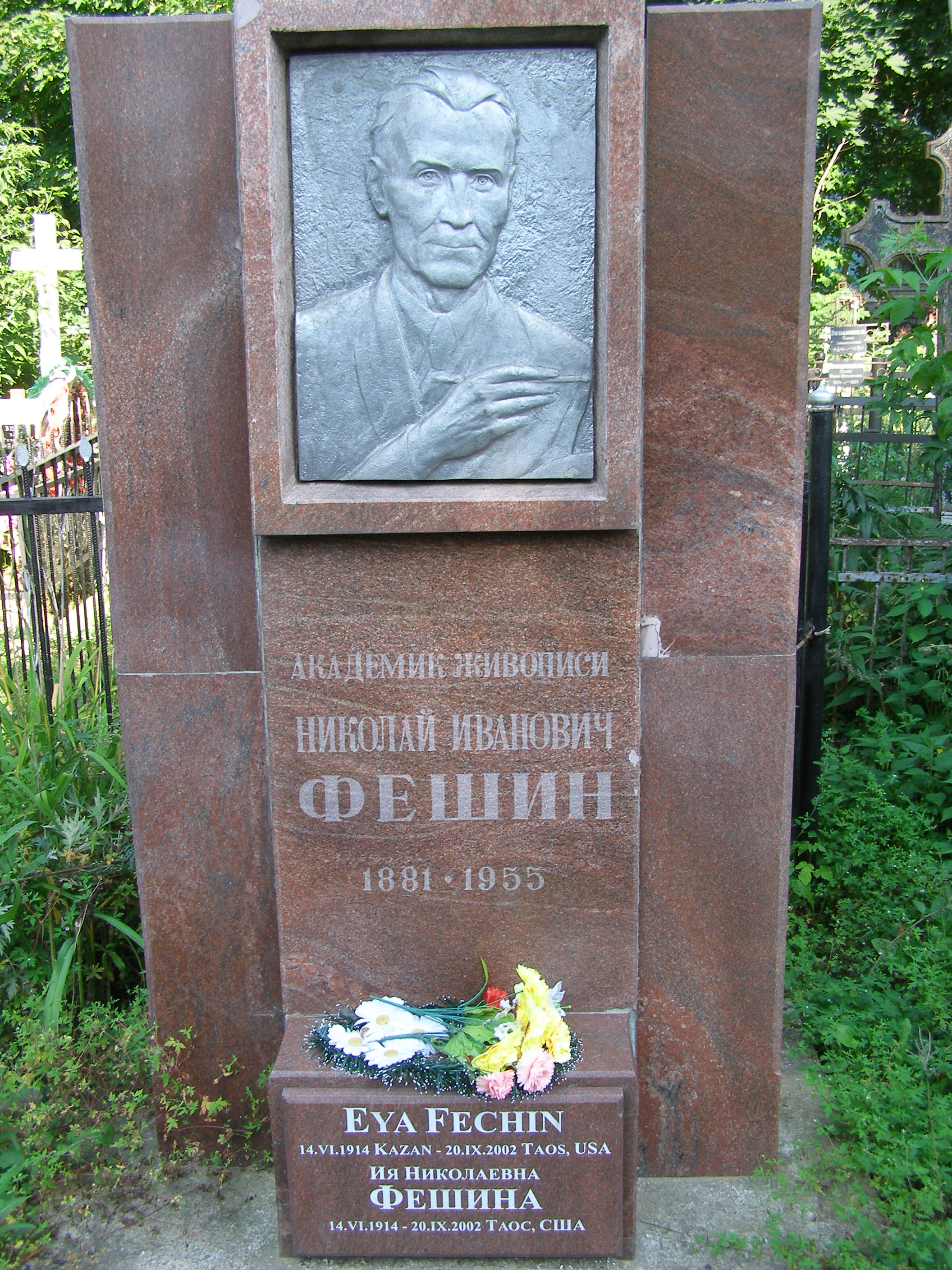
Могила Николая Фешина и его дочери Ии на Арском кладбище в Казани

- первый раз в 1945—1954 годах за писателем, композитором-модернистом, художником-абстракционистом, поэтом, философом и астрологом Дэйном Радьяром[26][27].
- второй раз — с 1954 года за Беннеттом Брэнемом (англ. Bennett Branham), который был её соратником в арт-психотерапии и соавтором научных статей[28]. Брак между ними был зарегистрирован в Лос-Анджелесе 26 апреля 1954 года. Брэнем был моложе супруги на девять лет[29]. Газета Santa Fe New Mexican[англ.] в 2002 году в некрологе писала о разводе Ии Фешиной со вторым супругом и её раздельном с ним проживании (Ия жила с дочерью в Таосе и Альбукерке)[1][Прим 2]. Во втором браке у Ии родилась дочь Никаэла (англ. Nicaela). В семье её называли «Никки»[1]. Своё имя она получила в честь деда[8]. Она вышла замуж за Марка Доннара и имеет двух дочерей: Кайлу и Рэйчел Доннер[30].

### Популяризация творчества отца
После смерти матери в 1983 году дом Фешина в Таосе перешёл по наследству в собственность Ии Николаевны. Она его отреставрировала, реконструировала его интерьеры, чтобы он выглядел таким, каким был при жизни отца. Дом Фешина превратился в частный музей. Ия Николаевна зарегистрировала Институт Фешина — некоммерческую организацию, которая поддерживала дом художника в качестве музея. Институт устраивал выставки, в том числе и современных художников, издавал их каталоги и собственное периодическое издание — информационный листок. В штат Института входила сама Ия Николаевна и волонтёры, Фешина читала лекции по психологии и искусствоведению. Ия Фешина делилась воспоминаниями об отце, предоставляла картины отца из своей коллекции для выставок, организовала перезахоронение праха Н. И. Фешина в Казани в 1976 году. При участии Ии в Таосе была построена гостиница в стиле дома Николая Фешина; часть её доходов предполагалось использовать для поддержки музея, но этот замысел не удалось реализовать (гостиница вскоре была закрыта).
Галина Тулузакова отмечала значение воспоминаний Ии Фешиной для реконструкции взглядов её отца на искусство. Так, Ия писала, что Фешин ценил абстрактное искусство: «…мне хотелось, чтобы отец поэкспериментировал в этом направлении. Он отвечал, что ещё не полностью исчерпал, не довёл до совершенства свой стиль живописи. Сожалел, что у него было недостаточно свободное воображение, поскольку он слишком долго учился…». Она отмечала, что отцу нравилось творчество Пабло Пикассо и Карлоса Мериды, один из эскизов которого он приобрёл. Ия упоминала о любви Фешина к архитектуре и его желании попробовать в ней свои силы. Тулузакова отмечала, что Ия Фешина создала «почти мифологический образ» своего отца. По словам искусствоведа:

«Она практически растворилась в своей любви и преклонении перед памятью о самом близком и дорогом ей человеке. Её воспоминания, комментарии, многочисленные интервью имеют исключительную ценность для понимания личности художника и многих важных фактов и деталей его американской жизни…».— Галина Тулузакова. Николай Фешин
Вторая половина жизни Ии Николаевны была посвящена памяти отца. Она много сделала для популяризации искусства Николая Фешина (в частности, она написала предисловие к книге о творчестве Николая Фешина художницы Мэри Бэлком, вышедшей в 1975 году), создала архив отца. По настоянию Ии в 1976 году прах отца перезахоронили в Казани. Она вернула некоторые работы Фешина на родину: подарила несколько графических произведений Третьяковской галерее, а музею в Казани — не только рисунки, но и живописные и скульптурные работы. При помощи Ии Фешиной в 1976 году в Казани, Ленинграде, Санта-Фе и Нью-Йорке была проведена выставка картин художника из собраний СССР и США. Ия Фешина сумела добиться, чтобы дом Николая Фешина в Таосе внесли в Национальный реестр исторических мест США. Сейчас он принадлежит частному Художественному музею Таоса в Доме Фешина (англ. Taos Art Museum at Fechin House). В нём экспонируются картины самого Николая Фешина, а также работы художников, входивших в Общество художников Таоса в 1910—1930-е годы.
В 2002 году Ия Фешина была похоронена рядом с отцом. Её дочь таким образом выполнила последнюю волю матери.

## Ия Фешина в искусстве своего отца
Детей Фешин изображал со времён студенчества и до последних дней жизни. Детство, по его мнению, — «органичное состояние, свободное от напластований времени, социальных условий», в детских портретах Фешина выражалась, со слов Тулузаковой, его вера в априорную гармонию человека, отношение художника к детям вполне серьёзно, без умиления. Он передавал пластичность движений, нежность формирующихся черт лица, живость и непоседливость, капризность. Визитной карточкой российского периода Николая Фешина стал именно детский портрет — «Портрет Вари Адоратской» (1914, коллекция Государственного музея изобразительных искусств Республики Татарстан, Казань).
Галерист и коллекционер Ильдар Галеев писал, что отцовская любовь и нежность создали образы дочери, «полные удивительной гармонии». Художественный критик, драматург и поэтесса Лариса Давтян отмечала, что дочь на портретах отца никогда не улыбается. Её лицо всегда максимально сосредоточенно, девочка погружена в размышления. Изображения ребёнка лишены умиления, о детстве говорят на картинах его атрибуты, запечатлённые художником. Ия вспоминала, как она позировала для отца: «Мы [с матерью] были бесплатными моделями. Он мог делать, что хотел, и ему не нужно было угождать нам», про себя она писала, что «позировала неслышно, зачарованная стилем его работы». Дин Портер писал, что первые портреты изображают Ию малышкой, символом невинности, затем девочкой, которая только начинает познавать мир, позже — «всезнающим подростком», а в конце концов — «утончённой молодой женщиной». По его мнению, в портретах супруги художника Александры и Ии наиболее ярко в творчестве Фешина проявились тенденции импрессионизма. Дин Портер отмечал, что с течением времени портреты Ии становятся всё более и более формальными, они уже не представляли образ беззаботной девочки, наслаждающейся «галантными праздниками».
Кроме многочисленных портретов дочери, известно, что Фешин создал по меньшей мере пять двойных портретов, запечатлевших её с матерью. Три из них были написаны в Нью-Йорке: «Мать и дитя» (1923), «Лето» («Портрет Александры Фешиной с дочерью Ией», 1924) и «Миссис Фешина с дочерью» (1925). Некоторые искусствоведы рассматривают их как одни из лучших картин американского периода Фешина.

## На картинах российского периода
До отъезда из СССР Фешин создал большое число этюдов с изображением Ии. Со времени, когда художник обосновывался в Казани (1910 год), вплоть до отъезда в США (1923) Фешин писал портреты людей, которые ему были близки и интересны: друзей, учениц Казанской художественной школы, особенно часто отца, жену и дочь. Редко встречаются портреты, созданные на заказ, но и среди них преимущественно изображения представителей художественной и научной интеллигенции.
В настоящее время эти картины известны по каталогам выставок 1920-х годов (на II Государственной выставке в Казани в 1921 году экспонировалось сразу четыре портрета Ии). Искусствовед Пётр Дульский в первой монографии о творчестве Фешина (она вышла в Казани в 1921 году) упоминает сразу несколько изображений дочери, созданных художником только в одном 1919 году. Он их называет «набросками в красках». Значительную часть этих портретов художник вывез за границу. В семейном архиве Фешиных был обнаружен список картин, разрешённых к вывозу, в нём указаны девять живописных этюдов и две миниатюры с изображением дочери. Наталья Кротова вспоминала:

«Весной 1923 года я узнала, что Николай Иванович уезжает в длительную командировку за границу, в Америку. Мне было очень жалко, что Казань теряет его. Я попробовала приобрести у него что-либо.… Однако подходящих вещей не было, портреты же своей маленькой дочери он не хотел продавать…».— Наталья Кротова. Воспоминания о Николае Фешине
В этюде «Малютка Ия» («Маленькая Ия», англ. «Eya Baby», 1914—1915, холст, масло, 14,25" × 14,25" (36 × 36 см), коллекция И. Фешиной-Брэнем, Таос, США) Тулузакову привёл в восхищение взгляд девочки — «распахнутые в мир, чуть удивлённые глаза ребёнка, жадно впитывающие окружающее». В эскизе «Спящая Ия» (около 1916—1917, иногда — «Этюд со спящей Ией», 19 × 32 см, в 1964 году находился в собрании Павла Радимова в Абрамцеве, в 1998 году Тулузакова упоминала как находящийся в собрании наследников Радимова в Москве, в издании 2007 года она ошибочно датирует эту работу художника 1913 годом, когда девочка ещё не родилась) живопись сочетается с фрагментами чистого холста. «Настоящими жемчужинами» назвала Тулузакова три портретных этюда Ии 1917—1919 годов:
- из собрания Козьмодемьянского культурно-исторического музейного комплекса: «Портрет Ии», 1919 год, холст, масло, 20 × 17 см, инвентарный номер — КП-9064[3];
- из коллекции Государственного музея изобразительных искусств Республики Татарстан (ГМИИ РТ): «Портрет дочери Ии», 1917 (?) год, холст, масло, 23,8 × 29,5 см, инвентарный номер — Ж-1288[57], долгое время портрет находился в собрании Дульской[58], от которой поступил в дар музею в 1974 году[59];
- из собрания частного коллекционера в Санкт-Петербурге.

Николай Фешин. Портрет Ии, 1919

В этюде из собрания Козьмодемьянского культурно-исторического музейного комплекса фактурная пастозная живопись «передаёт эффекты солнечного света, пронизывающего кудряшки маленькой девочки». Большие и серьёзные глаза девочки смотрят вдаль. Отец запечатлел вздёрнутый носик и пухлые губки дочери. На девочке белый воротничок и розоватая кофта с золотисто-зелёными отблесками. Лицо дочери художник написал в гладкой фактуре, а волосы «широко и пастозно». Кандидат искусствоведения Дмитрий Серяков охарактеризовал этот портрет как солнечный и яркий этюд. Он отмечал, что «тонкими переливами нежно-жёлтых и охристых оттенков в контрастном сочетании с голубизной глаз автор создаёт трогательный эмоциональный образ маленькой девочки». Искусствовед и художник Сергей Воронков называет эту работу художника отличающейся особой красотой колорита и живописным мастерством. Голова Ии запечатлена крупным планом на фоне зелени и ствола дерева. Лучи солнца создают лучезарный ореол вокруг лица девочки. Воронков писал, что создаётся впечатление, будто «холст вылеплен какой-то драгоценной изумрудно-янтарной массой». В портрете он видел «„колдовство“ красками, в процессе которого рождается естественная живая форма».
Воронков отмечал, что в «Портрете Ии» 1919 года:

«Кажущаяся простота, небрежность, почти „малевание“ красками, на расстоянии превращается в удивительный по красоте и выразительности детский образ пытливой, любознательной, умной девочки. Живой взгляд её голубых глаз обращён прямо на зрителя… Объём лица вылеплен тонкой игрой света, тени, рефлексов от белого воротничка, голубой кофточки и каштановых волос».— Сергей Воронков. К вопросу о творчестве Николая Фешина
В коллекции ГМИИ РТ хранится также миниатюра «Портрет дочери» (1920—1922, картон, масло, диаметр — 7,5 см, внизу находится подпись художника — «Фешин», инвентарный номер — Ж-1434). Миниатюра поступила в 1978 году от Ю. С. Порфирьевой.
В своей диссертации Тулузакова также упоминает относящиеся к этому времени «Портрет дочери» (англ. «Baby daughter», 1914—1915, холст, масло, 13" × 10" (33 × 25 см), коллекция И. Фешиной-Брэнем, Таос, США), «Портрет Ии с матерью» (1914, холст, масло, США, точное местонахождение неизвестно), «Портрет Ии» (1923 (?), холст, масло (?), местонахождение неизвестно), ещё два портрета девочки (год их создания не установлен, установлено только, что они выполнены до отъезда художника за границу, техника исполнения — масляная живопись по холсту (?)), они известны по чёрно-белым фотографиям, хранящимся в ГМИИ РТ. Предположительно, на них могла быть изображена дочь художника. В книге 2007 года о творчестве Фешина Тулузакова называет и другие работы художника российского периода: «Мать и дитя» («Портрет А. Н. Фешиной с дочерью» 1914 (?), холст, масло, 61 × 50,8 см, коллекция Художественного музея Старка, Ориндж в штате Техас), «Миссис Фешина с дочерью» (1922 (?), холст, масло, 67,5 × 60 см, частная коллекция в США).

## Ия на картинах нью-йоркского периода
В 1923 году художник уехал из СССР и поселился в США. В Нью-Йорке Фешин старался, насколько ему это удавалось, не писать на заказ, а использовать в качестве натурщиков своих жену и дочь. Кроме этого, он приглашал позировать знакомых художников и артистов. Портреты он представлял на выставках. Среди его работ этого периода представлены «Ия с дыней» (1923), «Лето» («Портрет Александры Фешиной с дочерью Ией», 1924), «Мать и дочь» (1923, холст, масло, 75 × 100 см, коллекция Хеллен Уильямс, США), «Миссис Фешина с дочерью» (за самоваром, англ. «Mrs Fechin and Daughter», 1925, холст, масло, 88,1 × 80,6 см, коллекция Вадима Коссински), все они находятся в частных коллекциях Российской Федерации и США, а также «Ия после душа» (1923—1924, музей Вуларок, Бартлсвилл, штат Оклахома, США, в этой картине, по словам Тулузаковой, соединились изыски техники и отцовская любовь художника). Дочь предстаёт в этих работах Фешина на пленэре и в интерьере. По мнению Тулузаковой, они стилистически близки картинам российского периода, а часто являются вариациями на излюбленные темы художника.
К этому же времени относится деревянная скульптура «Ия» (англ. «Eya», между 1927 и 1933 годами, коллекция И. Фешиной-Брэнем, США, бронзовые отливки — в ГМИИ РТ). Серяков считал, что скульптура — один из лучших образов дочери. Лицо скульптуры детально проработано и отполировано, поэтому кажется хрупким на фоне вырезанной резкими движениями резца копны волос. У девочки высокий лоб, плотно сжатые губы, широкие скулы. Лицо, по словам Серякова, находится в хаосе грубых очертаний его окружения. Он отмечал, что, рассматривая скульптуру с разных сторон, зритель оказывается захваченным врасплох игрой объёмов, которые преображаются каждым новым ракурсом.
В своей диссертации Тулузакова упоминает также относящиеся к нью-йоркскому периоду творчества Фешина картину «Ия» (англ. «Eya», 1923 (?), местонахождение неизвестно), а в книге 2007 года — полотна «Ия» (англ. «Eya», 1923—1926, холст, масло, 42,2 × 32,2 см, коллекция Художественного музея Старка) и «Портрет Ии» (англ. «Portrait of Eya», 1923 (?), холст, масло, 52,5 × 55 см, частное собрание, США).

### «Ия с дыней»

Николай Фешин. Ия с дыней, 1923

Картина «Ия с дыней» или «Моя дочь Ия» (англ. «My daughter Eya (Eya with Cantelope)», 1923, Галина Тулузакова утверждала, что к 1998 году полотно находилось в частной коллекции Форрестера Фенна, Санта Фе, американский исследователь Дин Портер в 2012 году относил картину к частному собранию в штате Айдахо, холст, масло, 83,8 × 89 или 82,5 × 87,5 см), по мнению Тулузаковой, является парафразом «Портрета Вари Адоратской». Она развивает линию пленэрных и интерьерных композиционных портретов Фешина. Дочь художника Ия сидит на столе. В руках у неё разрезанная мускатная дыня. Рядом с девочкой художник разместил натюрморт, на котором представлены яблоки, груши, сливы, ананас и букеты цветов. Фрукты написаны в коричневой гамме от чёрного до жёлтого цвета и первыми привлекают внимание зрителя. Фон — драпировка. Фигура девочки, как и на «Портрете Вари Адоратской», сдвинута в сторону, лицо дано вполоборота, глаза опущены. Девочке соответствует другая цветовая гамма, которую образуют серовато-белый фон, скатерть, платье, золотистые волосы и нежная кожа Ии. Контраст цветовых гамм выявляет, по мнению Тулузаковой, её хрупкость, «почти нематериальность». При этом она считает, что портрет Ии не воспринимается как обобщённый образ детства или воплощение надежды эпохи, подобно портрету Вари Адоратской, хотя живописные задачи его более сложны. Дин Портер отмечал в портрете естественность и свежесть образа.
Организовавший эмиграцию художника Джек Р. Хантер, офисный менеджер страховой фирмы John Hancock Life Insurance Company и коллекционер работ Николая Фешина, вспоминал об этой картине в мемуарах, написанных по просьбе Ии Фешиной, в 1959 году: «Когда я приехал в Нью-Йорк, Фешин начал работу над портретом его дочери Ии, сидящей на столе с большим количеством фруктов. Я купил эту работу до того, как она была закончена».

### «Мать и дочь»
Среди этюдов и картин этого периода особое место занимают совместные портреты жены и дочери. На полотне «Мать и дочь» (англ. «Mother & child», 1923; искусствовед Софья Капланова датировала портрет 1915—1916 годами, основываясь на предположении о возрасте изображённой на портрете девочки) изображены супруга художника с Ией за чтением книги. Тулузакова отмечала удачную передачу настроения и композицию. Капланова писала, что в картине чувствуется художник-лирик. Мать прижалась к ребёнку. Девочка пристально смотрит на пишущего её отца. По словам Каплановой, художник изобразил «затаённую нежность в серьёзном, пытливом взгляде ребёнка, и глубину материнской любви». Советский искусствовед отмечала лиризм и мастерское живописное выполнение, называла картину одним из лучших решений темы материнства у Николая Фешина.

### «Лето»

Николай Фешин. Лето, 1924. Фрагмент экскурсии в музее русского импрессионизма

Картина была создана художником в городе Страудсберг в Пенсильвании. Тулузакова называла её одной из высших точек развития пленэрной живописи Фешина. «Лето» (англ. «Summer», другое название — «Портрет госпожи Александры Фешиной с дочерью Ией», 1924, холст, масло, 125 × 125 см, National Cowboy Hall of Fame and Western Heritage Center, Оклахома-Сити, США). Картина изображает сцену завтрака на залитой солнцем поляне.
В 1926 году картина «Лето» была отмечена на Международной выставке в Филадельфии Большой серебряной медалью. Тулузакова писала, что в повседневной сцене завтрака на солнечной поляне художник выразил своё восхищение миром и человеком. Размеры холста, по её мнению, подчёркивают значимость картины для её автора. Тулузакова отметила в полотне «декоративный импрессионизм», а также изображение солнечного света, который стал «одним из главных героев» и «носителем эмоционального содержания». Фешин сумел передать его мерцание, переливы, вибрацию пространства. В отличие от пространства, которое растворяется в потоке света, живопись лиц и рук плотная, блики подчёркивают материальность формы. Дин Портер назвал картину «симфонией пастельных тонов».

### «Мисс Фешина с дочерью»
Первый план этой картины художник отвёл натюрморту, фигуры же персонажей разрезаются рамой, столом или самоваром. Общая композиция картины Фешина «совмещает натюрморт и жанровую живопись, при этом картина остаётся портретом». Тулузакова подчёркивала баланс статичного и динамичного, просчитанного и спонтанного, изобразительного и декоративного, настроение умиротворения, теплоты, мягкую интонацию, свидетельствующие о семейном счастье, писала, что полотно стало «совершенным примером невероятной маэстрии художника». Картина долгое время находилась в частном собрании Форреста Фенна и выставлялась в его Художественной галерее. Картина считается последней в серии двойных портретов Александры и Ии. Она экспонировалась редко, по предположению искусствоведов Sotheby's, только один раз, на выставке Исторического общества в Монтане в 1981 году. В 2013 году картина была продана на аукционе Sotheby’s за 1 482 500 фунтов стерлингов.

## Портреты Ии таосского (1927—1933) и калифорнийского периодов (1933 — конец 1930-х годов)

Николай Фешин. Ия в крестьянской рубахе, 1933

«Портрет Ии» (в фиолетовых тонах, англ. «Portrait of Еya», 1928, Музей искусств Таоса в Доме Фешина) и «Портрет Ии в профиль» (англ. «Portrait of Еya (in Profile)», 1927—1933, холст, масло, частная коллекция, США) воспринимаются Тулузаковой как попытка стилизации под эпоху Возрождения. В первой картине представлена нежная цветовая гамма. В «Портрете Ии в крестьянской рубахе» (англ. «Eya in peasant blouse», частная коллекция, США, 1933 год, холст, масло, 61,1 × 50,5 или 60,3 × 49,7 см) отсутствует стилизация, он отличается естественностью и свежестью образа, построен на контрастах крупных небрежно положенных пятен чёрного и белого цветов, сигнальном красном цвете, но вместо диссонанса из контрастов возникла гармония. По мнению Дина Портера, в «Портрете Ии в крестьянской рубахе» (1933) (где художник намеренно выбрал абстрактный фон) чувствуется радость, которую испытывает отец, рисующий «молодую женщину с искорками в глазах и улыбкой на губах». В книге 2007 года также приводится репродукция ещё одной картины таосского периода — «Ия» (англ. «Еya», 1928, холст, масло, 47,5 × 37,5 см, Музей искусств Таоса в Доме Фешина).
«Портрет Ии в крестьянской рубахе» прост по композиции. Девушка изображена в фас. Она облокотилась рукой на спинку стула и немного развернула голову. На ней светлая блуза, волосы заплетены в косы. Она в задумчивости смотрит на зрителя. Её положение тела исполнено спокойствия. Дмитрий Серяков отмечал, что художник подчеркнул миндалевидный разрез глаз дочери, её немного выдающийся вперёд подбородок, чётко очерченные губы. Руки девушки написаны в один приём, они расслаблены и свободны. Сквозь пастозные мазки в некоторых местах просвечивает холст. Серяков подчёркивал, что картина оставляет впечатление создания за один короткий сеанс, хотя, по воспоминаниям самого Фешина, это стоило ему многих часов напряжённого труда.
Ия сильно переживала из-за осложнения отношений между родителями и развода: портреты, созданные отцом после расставания с супругой (они относятся к калифорнийскому периоду), свидетельствуют о её взрослении. На портрете «Ия» (англ. «Еya», середина 1930-х) изображена уже молодая женщина, у неё тонкие черты лица, которые были выписаны Фешиным с особой тщательностью. Однако Дин Портер отмечал, что с возрастом Ия потеряла свою «притягательность».
Ия продолжала иногда позировать для Фешина до конца 1930-х годов. Тулузакова относит к произведениям калифорнийского периода полотно «Ия Фешина» (англ. «Eya Fechin», конец 1930-х, холст, масло, 60 × 50 см, коллекция И. Фешиной-Брэнем, Таос, США)), «Ия в коричневом» (холст, масло, 20" × 16" (51 × 41 см), коллекция И. Фешиной-Брэнем, Таос, США) и «Ия в кимоно» (англ. «Eya in Judo-Gi», холст, масло, 65 × 50 см, коллекция И. Фешиной-Брэнем, Таос, США).
В конце концов, Николай Фешин перестал писать дочь. Со слов её самой, Николай Фешин объяснял это двумя разными причинами: «Ты перестала быть хорошенькой» и «В тебе уже пропала детскость, но ещё нет личности, в твоей внешности ещё не проявляется характер».

### Комментарии
1. ↑  У Ии Фешиной были частные учителя музыки и верховой езды — Тулузакова Г. П. Николай Фешин. — СПб.: Золотой век, 2007. — С. 154. — 478 с. — (Русские художники. XX век). — ISBN 978-5-342-00105-2.
2. ↑  Сайт Find A Grave сообщает о супружеских отношениях пары вплоть до смерти мужа в 1996 году. Он же ошибочно сообщает, что в их браке не было детей — Bennett Branham. (англ.). Find A Grave. Дата обращения: 25 декабря 2018. Архивировано 4 января 2019 года.
3. ↑  У Галины Тулузаковой эта же картина ошибочно фигурирует в кандидатской диссертации под названием «Весна», а на странице 37 даже приведена репродукция картины «Лето» с подписью «Весна». При этом на странице 201 название картины указано правильно — Тулузакова Г. П. Эволюция творчества Н. И. Фешина, 1881—1955 гг.: Основные проблемы : диссертация на соискание учёной степени кандидата искусствоведения. — СПб. : Санкт-Петербургский государственный академический институт живописи, скульптуры и архитектуры имени И. Е. Репина при Российской академии художеств, 1998. — С. 62, 63, 105, 160. — 221 с.